# فيليكس رومانو
فيليكس رومانو (6 يوليو 1895 ببوينس آيرس في الأرجنتين - 1 يناير 1971 بريدجو إميليا في الأرجنتين) (بالفرنسية: Félix Romano)‏ هو لاعب كرة قدم أرجنتيني وفرنسي في مركز الوسط. شارك مع منتخب إيطاليا لكرة القدم ومنتخب فرنسا لكرة القدم. أما مع النوادي، فقد لعب مع راسينغ كولومب وستاد لافال ونادي تورينو ونادي جنوى ونادي ريجيانا 1919 ونادي لوزان وOlympique de Paris ‏ وParis Star ‏ وÉtoile des Deux Lacs ‏.

## وصلات خارجية
- فيليكس رومانو على موقع قاعدة بيانات كرة القدم.إي يو (الإنجليزية)
- فيليكس رومانو على موقع ناشيونال فوتبول تيمز (الإنجليزية)